# Corticarina keiferi
Corticarina keiferi es una especie de coleóptero de la familia Latridiidae.

## Distribución geográfica
Habita en México.